# 奈良リハビリテーション専門学校
奈良リハビリテーション専門学校（ならリハビリテーションせんもんがっこう）とは、学校法人栗岡学園が運営する、奈良県生駒市東生駒にある専修学校。

## 概要

### 所在地
- 〒630-0213　奈良県生駒市東生駒1丁目77番3号

### 沿革
- 2000年 開校

### 学科
- 理学療法学科（3年制[1]）

### 校舎
- 1階:受付窓口、校長室、応接室
- 2階:教員室、事務室、保健室、教員ロッカー
- 3階:1年生教室、2年生教室、ラウンジ、学生ロッカー
- 4階:3年生教室、コンピューター室、基礎医学実習室
- 5階:図書室、治療実習室
- 6階:水治治療室、日常動作訓練室、装具加工室、運動機能検査室
- 7階:機能回復訓練室、倉庫
- 屋上

## 交通アクセス
- 近鉄奈良線「東生駒駅」より徒歩2分[2]